# Megateg spurgeon
Megateg spurgeon là một loài nhện trong họ Zoropsidae.
Loài này thuộc chi Megateg. Megateg spurgeon được Raven & Stumkat miêu tả năm 2005.